# Потуданський Дарвін Каренович
Да́рвін Каре́нович Потуда́нський (Арзуманян) (1989—2020) — старший лейтенант поліції України.

## З життєпису
Народився 1990 року у Вірменії в багатодітній сім'ї. У 1997 році з родиною переїхав до міста Новомосковськ, 2007-го закінчив середню загальноосвітню школу № 8. У листопаді 2012 року призваний на військову службу в 79-ту окрему аеромобільну бригаду. Після служби в армії вступив до Академії внутрішніх справ, яку успішно закінчив. Пішов служити до Шевченківського відділу поліції міста Дніпро, був призначений на посаду оперуповноваженого карного розшуку.
У червні 2020 року Дарвін вирішив працювати оперативником; оперуповноважений сектору Шевченківського відділення поліції Дніпровського відділу, старший лейтенант поліції.
Загинув 19 червня 2020 року під час затримання озброєного зловмисника в Дніпрі.

## Нагороди та вшанування
- указом Президента України № 254/2020 від 27 червня 2020 року «за значний особистий внесок у державне будівництво, зміцнення національної безпеки, соціально-економічний, науково-технічний, культурно-освітній розвиток Української держави, вагомі трудові досягнення, багаторічну сумлінну працю» — нагороджений орденом «За мужність» III ступеня (посмертно)[1]
- 3 вересня 2020 року в новомосковській школі № 8 відкрито меморіальну дошку на честь Дарвіна Потуданського.